# Хайнрих Распе I
Хайнрих Распе I (на немски: Heinrich Raspe I, * 1095, † 1130) от род Лудовинги, е граф на Гуденсберг.

## Биография
Той е третият син на граф Лудвиг Скачащия (* 1042, † 1123) и на Аделхайд фон Щаде. Брат е на Лудвиг I († 12 януари 1140), ландграф на Тюрингия и Удо I фон Тюрингия, епископ на Наумбург († 1148).
През 1123 г. Хайнрих се жени за Кунигунда фон Билщайн († 1140), дъщеря на граф Ругер II фон Билщайн († 1096) и фон Гуденсберг († ок. 1066). Тя е вдовица на хесенския гауграф Гизо IV († 12 март 1122) в Долен Хесен и майка на Гизо V († 1137) и Хедвиг фон Гуденсберг († 1148), която от 1110 г. е съпруга на брат му Лудвиг. Хайнрих и Кунигунда нямат деца.
Хайнрих става знаменосец (signifer regis) на близкия на фамилията му император Лотар III (фон Суплинбург), наследствената имперска титла на доведения му малолетен син Гизо V. През 1131 г. император Лотар III издига брат му Лудвиг I на ландграф на Тюрингия.
Кунигунда управлява като регентка графството Гуденсберг на малолетния си син Гизо V. Хайнрих Распе I e убит през 1130 г. Той е погребан в манастир Райнхардсбрун.
След смъртта на последния от Гизоните, Гизо V и майка му Куникунда, огромните собствености на Гизоните и Билщайните в голяма част от Хесен отиват на Лудвиг I.